# Andrzej Wiśniewski (filozof)
Andrzej Wiśniewski (ur. 4 lutego 1958 w Poznaniu) – polski filozof, specjalizujący się w logice i logice filozoficznej; nauczyciel akademicki związany z uniwersytetami w Poznaniu i Zielonej Górze; ostatni rektor WSP w Zielonej Górze w latach 1999–2001.

## Życiorys
Urodził się w 1958 roku w Poznaniu, z którym związał całe swoje życie zawodowe i prywatne. Po ukończeniu kolejno szkoły podstawowej i średniej oraz uzyskaniu świadectwa dojrzałości w 1977 roku podjął studia filozoficzne na Wydziale Nauk Społecznych Uniwersytecie im. Adama Mickiewicza, które ukończył w 1981 roku zdobywając tytuł zawodowy magistra na podstawie pracy pt. Związki między problemami filozoficznymi a logiczne teorie pytań, której promotorem był prof. Jan Such. Bezpośrednio po ukończeniu studiów rozpoczął pracę na macierzystej uczelni zostając asystentem w Instytucie Filozofii UAM. W 1986 roku stopień naukowy doktora nauk humanistycznych w zakresie filozofii na podstawie rozprawy nt. Generowanie pytań przez zbiory zdań, która została napisana pod kierunkiem prof. Tadeusza Kubińskiego. Nowy stopień naukowy spowodował awans zawodowy na uczelni i otrzymanie stanowiska adiunkta w 1987 roku. W 1991 roku Rada Wydziału Nauk Społecznych UAM nadała mu stopień naukowy doktora habilitowanego nauk humanistycznych w zakresie filozofii o specjalności logika po pomyślnie zdanym kolokwium habilitacyjnym i przedstawieniu pracy pt. Stawianie pytań: logika i racjonalność. W 1993 roku objął stanowisko profesora nadzwyczajnego w Instytucie Filozofii UAM.
W 1995 roku przeniósł się na cały etat do Wyższej Szkoły Pedagogicznej im. Tadeusza Kotarbińskiego w Zielonej Górze, gdzie został wybrany zastępcą dyrektora, a od 1996 roku dyrektorem Instytutu Filozofii WSP. Jednocześnie do 2002 roku kierował tam Zakładem Logiki i Metodologii Nauk. W 1999 roku Kolegium Elektorskie WSP wybrało go na rektora tej uczelni. W tym samym roku prezydent RP Aleksander Kwaśniewski nadał mu tytuł profesora nauk humanistycznych. W trakcie jego rządów rektorskich doszło do zawarcia ostatecznego między zielonogórskimi uczelniami – Wyższą Szkołą Pedagogiczną i Politechniką Zielonogórską, których efektem było połączenie obu uczelni i powstanie Uniwersytetu Zielonogórskiego.
W 2005 roku zrezygnował z pracy na Uniwersytecie Zielonogórskim i wrócił na Uniwersytet im. Adama Mickiewicza w Poznaniu, zostając pracownikiem oraz do 2007 roku kierownikiem Zakładu Logiki i Kognitywistyki Instytutu Psychologii UAM.

## Dorobek naukowy i odznaczenia
Jego zainteresowania naukowe koncentrują się wokół zagadnień związanych z logiką filozoficzną, w tym zwłaszcza logiką pytań, logiką epistemiczną i logikami parakonsystentnymi. Jak dotychczas wypromował czterech doktorów. Za swoją działalność naukową, dydaktyczną i organizacyjną otrzymał wiele nagród. Wśród nich znajdują się dwie nagrody rektora UAM, nagrody Ministra Edukacji Narodowej za książkę pt. The Posing of Questions: Logical Foundations of Erotetic Inferences (Kluwer 1995) oraz za osiągnięcia organizacyjne oraz Złoty Krzyż Zasługi i Krzyż Kawalerski Orderu Odrodzenia Polski. Jest również laureatem nagrody Ministra Nauki i Szkolnictwa Wyższego (dla nauczycieli akademickich za całokształt dorobku, za osiągnięcia naukowe lub dydaktyczne oraz za osiągnięcia organizacyjne). W 2019 r. został laureatem Nagrody Fundacji na rzecz Nauki Polskiej w obszarze nauk humanistycznych.